# Prądy (województwo pomorskie)
Prądy – (niem.: Landeckermühle) osada w Polsce położona w województwie pomorskim, w powiecie człuchowskim, w gminie Czarne.
Osada przy granicy z gminą Okonek w województwie wielkopolskim nad Gwdą, blisko miejsca gdzie Szczyra  Gwdę zasila. Wchodzi w skład sołectwa „Krzemieniewo”.
Do 1954 część miasta Lędyczka.
W latach 1975–1998 miejscowość administracyjnie należała do województwa słupskiego.